# Laternaria evanescens
Laternaria evanescens är en insektsart som först beskrevs av William Lucas Distant 1905.  Laternaria evanescens ingår i släktet Laternaria och familjen lyktstritar. Inga underarter finns listade i Catalogue of Life.